# Weingut F. X. Pichler

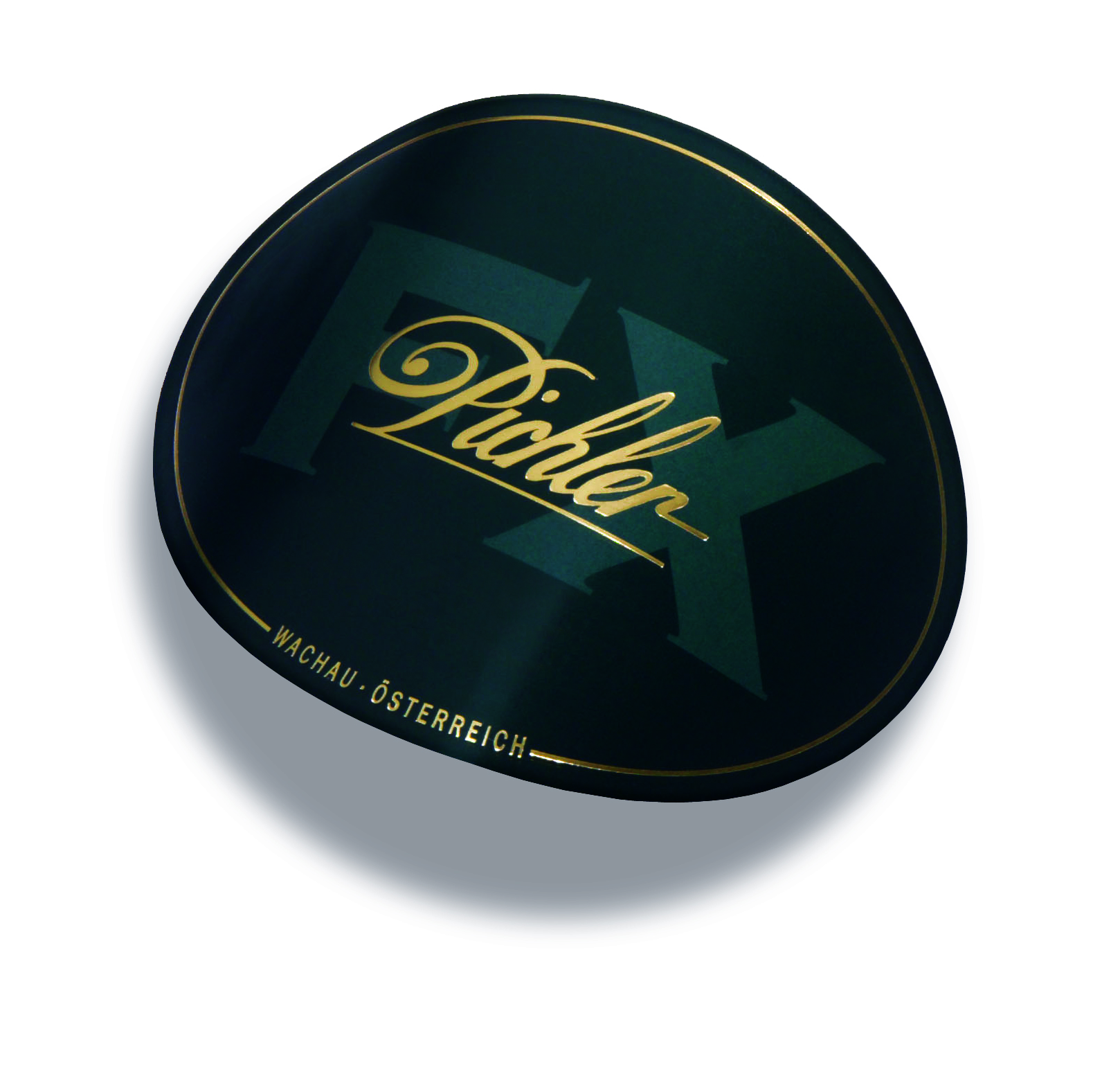
Logo des Weinguts F.X. Pichler

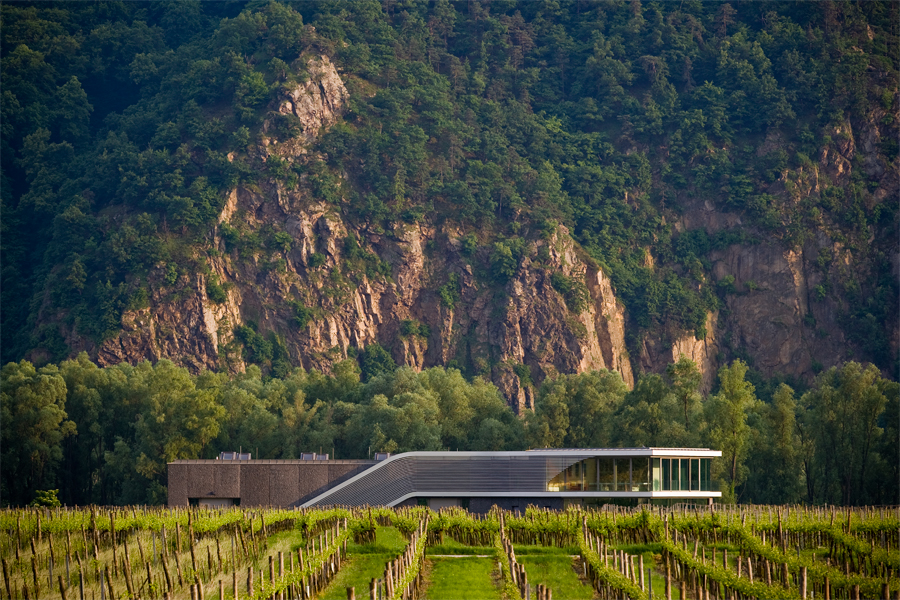
Neues Kellergebäude von 2009

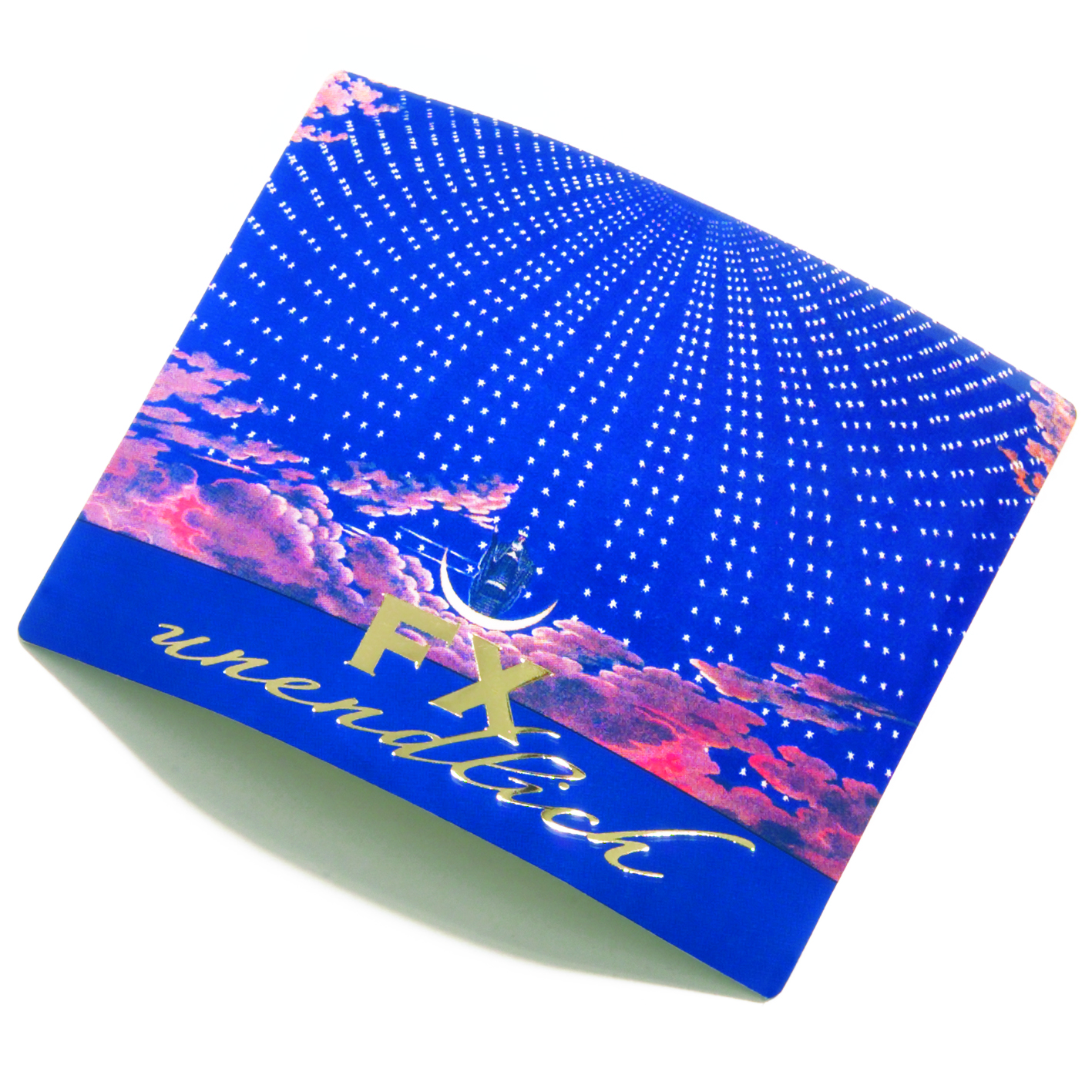
Etikett „Unendlich“

Das Weingut F. X. Pichler in Dürnstein ist ein österreichisches Weingut im Weinbaugebiet Wachau in Niederösterreich.
Das Weingut befindet sich in der fünften Generation im Besitz der Familie. 1971 übernahm Franz Xaver Pichler, kurz FX genannt, von Franz Pichler den damals 3 ha großen Betrieb und erweiterte ihn auf 12 ha Rebfläche. Mittlerweile wird der auf 20 ha angewachsene Betrieb von seinem Sohn Lucas und dessen Ehefrau Johanna, geführt.

## Sorten, Weine
Die Rebfläche ist ausschließlich mit weißen Rebsorten, hauptsächlich Grüner Veltliner (52 Prozent) – großteils bepflanzt mit der Selektion von Franz Pichler sen. – und Riesling (47 %), Sauvignon Blanc (1 %) bestockt. Die Weingärten befinden sich sowohl im Talboden (Seehöhe 203 m) und zu 45 % in Bergterrassen (bis auf eine Seehöhe ca. 300 m) aus dem 12. und 13. Jahrhundert. Seit dem Jahrgang 2009 werden die Weine im neuen Kellergebäude, etwas außerhalb von Oberloiben, ausgebaut. Das neue Kellergebäude besitzt im Obergeschoß einen modern gestalteten Präsentationsraum mit Blick auf die Weingartenlagen von Dürnstein, Ober- und Unterloiben.
Die Weine kommen aus den Lagen Kellerberg, Loibenberg, Frauenweingärten, Klostersatz, Burgstall, Liebenberg und Steinertal.
Die bekanntesten Weine sind der Grüne Veltliner M (für Monumental) und der Grüne Veltliner Kellerberg Smaragd sowie die Rieslinge M, Unendlich und Kellerberg Smaragd.
Das Weingut war bis Oktober 2020 Mitglied der Vinea Wachau Nobilis Districtus und wird oft als das herausragendste Weingut Österreichs bezeichnet. Hugh Johnson beschreibt das Weingut als „Spitzenerzeuger in der Wachau, der zu Österreichs Besten zählt“. Zahlreiche nationale und internationale Auszeichnungen dokumentieren den hohen Qualitätsstandard des Weingutes. Eine der wohl allerhöchsten Auszeichnungen wurde ihm 2002 von Robert Parker jun. in dessen Magazin Wine Advocate zuteil, wo er schreibt: „Was Château Latour in Bordeaux, Domaine Romanée-Conti im Burgund, ist F.X. Pichler in der Wachau“.

## Boden und Lage
Die Weingärten des Betriebes befinden sich auf den Abhängen des Donautaleinschnittes durch den Gföhler Gneis, ein 488 Millionen Jahre altes Gestein aus Feldspat, Gneis und Glimmerschiefer. Der Gföhler-Gneis bildet gemeinsam mit dem Dobra-Gneis das höchste Stockwerk der Gföhl-Einheit. Die durch Verwitterung entstandenen Böden werden Rankerböden genannt. Sie sind in den Terrassenlagen vorherrschend. Es sich flachgründige, skelettreiche, daher auch sehr trockene Böden. Nur mit einem geringen Flächenanteil finden sich in diesen Lagen auch Lössböden. Am Bergfuß und in den Tallagen vermischt sich dieser Böden mit Ton, Sand und Schotter, die von der Donau einmal abgelagert wurden. Diese Böden schaffen mit der Lage und deren Exposition, den Makro- und Mikroklima die Voraussetzung für Feinheit und Mineralik der Weine.